# Żółtańce (hromada)
Żółtańce – hromada terytorialna w rejonie lwowskim obwodu lwowskiego Ukrainy. Siedzibą hromady jest wieś Żółtańce.
Hromadę utworzono 19 września 2016 roku w ramach reformy decentralizacji. W jej skład weszły miejscowości z dotychczasowych hromad: Żółtańce, Kłodno Wielkie, Wyrów.

## Miejscowości hromady
W skład hromady wchodzi 14 wsi:

- Żółtańce – centrum hromady
- Czestynie
- Grabowiec
- Jakimów
- Horpin
- Kłodno Wielkie
- Kłodzienko
- Nowy Staw
- Pieczychwosty
- Remenów
- Stawniki
- Wisłoboki
- Wychopnie
- Wyrów